# Walter Larsson
Walter Larsson, född 27 oktober 1910, död 21 augusti 1967, var en svensk pianist, trumpetare, sångare, kompositör och orkesterledare. Han var son till bondkomikern Theodor Larsson alias "Skånska Lasse".
Walter Larsson var även känd som "Skånska Lasse jr". Han är bror till musikerna Rolf och Nils Larsson.
Larsson spelade trumpet i Håkan von Eichwalds orkester 1938-1941. Efter en tid i Sune Lundwalls orkester 1941 bildade han samma år en orkester tillsammans med brodern Rolf. 
Senare var han engagerad som pianist och trumpetare i Seymour Österwalls orkester. Under en period turnerade han tillsammans med Charlie Norman. Under 1940- och 1950-talen skrev han även filmmusik, bland annat till några Åsa-Nisse-filmer.

## Filmografi

### Filmmusik
- 1946 – Försök inte med mej..!
- 1955 – Flottans muntergökar
- 1955 – Åsa-Nisse ordnar allt
- 1956 – Åsa-Nisse flyger i luften
- 1957 – Klarar Bananen Biffen?
- 1957 – Åsa-Nisse i full fart

### Filmroller
- 1951 – Spöke på semester
- 1956 – Suss gott
- 1957 – Som man bäddar...
- 1959 – Bara en kypare
- 1963 – Tre dar i buren

## Teater och revy

### Roller
| År   | Roll        | Produktion                                                  | Regi | Teater                        |
| ---- | ----------- | ----------------------------------------------------------- | ---- | ----------------------------- |
| 1954 | Medverkande | Sommarbladet, revy Fritz Gustaf, Charles Henry, Allan Forss |      | Vanadislundens friluftsteater |

## Diskografi i urval
- Stål-farfar - Arthur Österwall och hans rövarband
- Ave Maria - Bob Henders, trombon - Walter Larsson, piano
- Memories of love - Walter Larsson, piano
- Säterjäntans söndag (Seterjentens søndag) - Bob Henders, trombon - Walter Larsson, piano
- Vi dansar samba i morsans kök - Walter Larsson och hans orkester
- Luren, snorken och kvarpan - Walter Larssons orkester
- Pekfingerswing (One Finger Piano)
- Oh boy ur filmen Swing it magistern -  Walter Larssons orkester
- Dom små, små detaljerna - Brita Borg - Brita Borgs trio
- En sommardag - Ulla Billquist - Seymour Österwalls orkester